# Кобаясі Юкі
Юкі Кобаясі (яп. 小林祐希, нар. 24 квітня 1992, Токіо) — японський футболіст, півзахисник клубу «Геренвен».
Виступав, зокрема, за клуби «Токіо Верді» та «Джубіло Івата», а також національну збірну Японії.

## Клубна кар'єра
У дорослому футболі дебютував 2010 року виступами за команду клубу «Токіо Верді», в якій провів два сезони, взявши участь у 62 матчах чемпіонату. Більшість часу, проведеного у складі «Токіо Верді», був основним гравцем команди.
З 2012 року грав «Джубіло Івата», спочатку на правах оренди, а з 2013 року уклав повноцінний контракт. Граючи у складі «Джубіло Івата» також здебільшого виходив на поле в основному складі команди.
До складу клубу «Геренвен» приєднався 2016 року. Відтоді встиг відіграти за команду з Геренвена 8 матчів в національному чемпіонаті.

## Виступи за збірну
У 2016 році дебютував в офіційних матчах у складі національної збірної Японії. Наразі провів у формі головної команди країни 2 матчі, забивши 1 гол.
| Дата       | Місто  | Господарі | Результат | Гості                | Турнір           | Голи | Примітки |
| ---------- | ------ | --------- | --------- | -------------------- | ---------------- | ---- | -------- |
| 7-6-2016   | Суйта  | Японія    | 1 – 2     | Боснія і Герцеговина | Kirin Cup        | -    | 74'      |
| 11-11-2016 | Касіма | Японія    | 4 – 0     | Оман                 | товариський матч | 1    | 68'      |
| Усього     |        | Матчів    | 2         |                      | Голів            | 1    |          |